# Siphocosini
Siphocosini ist ein Inkhundla (Verwaltungseinheit) in der Region Hhohho in Eswatini. Das Inkhundla wurde 2018 neu geschaffen.

## Geographie
Das Inkhundla liegt im Norden der Region Hhohho südlich des Flusses Mlumati (Lomati). Hauptverkehrsader im Bezirk ist die MR 1, die von Piggs Peak nach Timphisini im Norden verläuft. Nach Nordwesten, zur Grenze von Südafrika hin, erstreckt sich das Schutzgebiet Makhonjwa Nature Reserve.

## Gliederung
Der Bezirk gliedert sich in die Imiphakatsi (Häuptlingsbezirke) Hhelehhele, Kandwandwe, Lomshiyo, Mashobeni, Mshingishingini, Mvembili und Vusweni.